# Мартынова, Раиса Павловна
Раиса Павловна Мартынова — ученая в области онкогенетики, экспериментальной и клинической онкологии.

## Биография
Раиса Павловна родилась 20 ноября 1905 г. в г. Ровно, Волынской губернии на Украине. Отец был учителем пения, а мать домохозяйкой. Семья была довольно большой — пятеро детей. Раиса Павловна обучалась в женской гимназии и среднее образование получила экстерном. Ещё не достигнув 15-летнего возраста Раиса Павловна ушла со старшим братом Вольфом на фронт гражданской войны (1920 г.), где служила учителем и политпросветработником в рядах 80-го кавалерийского полка 14-й кавалерийской дивизии легендарной Первой Конной армии С. М. Буденного и вступила в коммунистическую партию.
Раиса Павловна дважды получила серьёзные ранения на фронте: в голову и в живот, но оба раза возвращалась в строй. В 1921 г. Раиса Павловна вышла замуж за политработника той же части — А. И. Мартынова.
С 1923 г. Раиса Павловна становится сельской учительницей в Сталинградской области, одновременно трудится политработником в гороно.
В 1925—1931 гг. Р. П. Мартынова — студентка Московского государственного медицинского института, затем аспирант кафедры патофизиологии 2-го МГМИ. С января 1933 г. Мартынова работает младшим научным сотрудником медико-биологического института НКЗ РСФСР. В 1935 г. она защитила кандидатскую диссертацию по теме «Генетика новообразований человека». 1935—1937 гг. трудится старшим научным сотрудником Медико-генетического института НКЗ РСФСР.
В период Великой Отечественной войны 1941—1942 гг. Раиса Павловна находится в г. Сталинбад — эвакуация; она работает начальницей хирургического отделения эвакогоспиталя 4451.
Ученой пришлось пережить множество потерь: в 1937 г. она потеряла мужа, он умер от туберкулеза; её семью, родителей и старшую сестру убили фашисты в 1942 г., тогда же погиб на войне старший брат. У Раисы Павловны остались лишь два младших брата и сын Владимир.
В 1947—1952 гг. ученая работает в Институте морфологии АМН СССР над влиянием канцерогенных веществ на мутации на дрозофиле, изучает роль фактора молока в возникновении рака молочных желез у животных и людей. Следует учесть, что в это время генетические исследования в СССР проводить было сложно и опасно.
На протяжении 7 лет Раиса Павловна работала консультантом-онкологом в Москве, преподавала патофизиологию в медучилище № 1.
В 1958 г. ученую зачисляют в Институт цитологии и генетики в Новосибирске, но фактически она переезжает туда работать лишь в 1962 г. по причине невозможности покинуть длительный эксперимент «влияние антимутагенов на возникновение спонтанных опухолей у мышей» в Москве. Для эксперимента были выведены 500 чистолинейных мышей раковых и лейкозных линий.
По приезде в Новосибирск, ученая возглавляет исследовательскую группу, изучающую проблемы генетики рака. В 1967 г. Мартынова получает ученую степень доктора биологических наук. В 1970 г. становится заведующей лабораторией генетики рака ИЦиГ СО АН СССР. Также Раиса Павловна по совместительству работала в Новосибирском государственном медицинском институте на должности профессора кафедры терапии.

## Научные интересы
- Изучала вопросы этиологии раковых заболеваний и соотношение роли наследственности и среды в этиологии рака.
- Работы Мартыновой открыли, что у человека, в отличие от мышей, нет вируса рака молочных желез, передающегося с молоком. То есть, матери с опухолями молочных желез могут кормить грудью детей, не опасаясь вероятности передачи вируса. Было выявлено, что процесс лактации положительно влиял на течении опухоли молочных желез.
- Раиса Павловна сделала важные для клинической онкологии выводы, касающиеся принципов изучения начальных форм бластоматозного процесса и методов ведения профилактических осмотров с целью выявления предраковых заболеваний и ранних форм рака.
- Придерживалась мутационной теории происхождения опухолей. Проводила исследование рака у близнецов (материал онкологических близнецов СССР превысил все зарубежные исследования вместе взятые), результаты показали, что опухоли встречаются одинаково часто у монозиготных и двузиготных близнецов, то есть решающая роль не у наследственной предрасположенности, а у органно-тканевой предрасположенности, связанной с анатомо-физическими особенностями ткани-мишени для канцерогенных воздействий.

## Научные работы
- Мартынова Р. П. Генетика рака молочной железы у человека // Труды Медико-генетического института. 1936. Т. 4. С. 159.
- Ардашников С. Н., Лихтинштейн Е. А., Мартынова Р. П. и др. К вопросу о диагностике яйцовости близнецов // Труды Медико-генетического института. 1936. Т. 4. С. 254.
- Ardashnikov S.N., Lichtenstein E.A., Martynova R.P. et al. The diagnosis of zygosity in twins. Three instances of differences in taste acuite in identical twins // J. Heredity. 1936. V. 27. № 12. P. 465—468.
- Martynova R.P. Studies in the genetics of human neoplasm // Am. J. Cancer. 1937. V. 29. № 3.
- Мартынова Р. П. Новый способ обеспечения герметизма желудочно-кишечного шва при резекциях и анастомозах // Хирургия. 1944. № 6.
- Мартынова Р. П. Диагностические пробы у родственников раковых больных // Врачебное дело. 1945. Вып. 1.
- Мартынова Р. П. Влияние сыворотки раковых больных на размножаемость простейших // Бюллетень экспериментальной биологии и медицины. 1945. № 6. Т. 19. С. 60-63.
- Мартынова Р. П. К вопросу о роли наследственности в этиологии рака // Бюллетень экспериментальной биологии и медицины. 1945. Т. 10. № 19. Вып. 3. С. 12-15.
- Мартынова Р. П. К вопросу о связи опухолеобразования с так называемой биологической несовместимостью // Доклады АН СССР. 1946. Т. 52. № 5. С. 441—443.
- Мартынова Р. П., Кирсанов Б. А. О влиянии канцерогенных веществ на мутационный процесс у Drosophila melanogaster // Доклады АН СССР. 1947. Т. 55. № 7. С. 647—649.
- Кирсанов Б. А., Мартынова Р. П. К вопросу о влиянии инъекций 20-метилхолантрена на мутабильность Drosophila melanogaster // Доклады АН СССР. 1947. Т. 55. № 8. С. 765—768.
- Мартынова Р. П. Новые экспериментальные данные о мутагенном действии канцерогенных веществ // Доклады АН СССР. 1948. Т. 60. № 9. С. 1569—1572.
- Salganik R.I., Martynova R.P., Matienko N.A., Ronichevskaya G.M. Effect of deoxyribonuclease on the course of lymphatic leukemia in AKR mice // Nature. 1967. V. 214. № 5083. P. 100—102.
- Мартынова Р. П. Методы изучения соотносительной роли наследственности и среды в этиологии злокачественных новообразований человека. Новосибирск: Наука. 1968. 15 с.
- Мартынова Р. П. Генетика злокачественных новообразований у человека (Анализ современного состояния проблемы). Методические и методологические принципы изучения генетики рака у человека // Генетика. 1969. Т. 5. № 6. С. 174—184.
- Мартынова Р. П., Роничевская Г. М., Секиров Б. А. Влияние разных доз нитрозометил(этил)мочевины на возникновение спонтанного лейкоза и опухолей мышей // Вопросы онкологии. 1969. Т. 15. № 6. С. 53-56.
- Рябышева Г. Ф., Мартынова Р. П. Онкогенная активность препаратов ДНК, выделенных из опухолей и органов мышей // Вопросы онкологии. 1972. Т. 18. № 4. С. 67-70.
- Мартынова Р. П. Актуальные вопросы генетики рака и предраковых нарушений у человека // Проблемы теоретической и прикладной генетики. Новосибирск: ИЦиГ СО АН СССР. 1973. С. 106—107.
- Каледин В. И., Матиенко Н. А., Мартынова Р. П. К вопросу о механизме действия препаратов «иммунной» РНК в системе in vitro // Доклады АН СССР. 1974. Т. 214. № 2. С. 456—458.

## Награды и звания
- орден Красного Знамени
- медаль «За оборону Москвы»
- медаль «За доблестный труд в Великой Отечественной войне 1941—1945 гг.»
- медаль «20 лет Победы Великой Отечественной войны 1941—1945 гг.»
- медаль «30 лет Советской Армии и Флота»